# Alfredo Baquerizo Moreno (Ecuador)
Alfredo Baquerizo Moreno (o Juján) è una parrocchia urbana dell'Ecuador, capoluogo dell'omonimo cantone, nella provincia del Guayas.